# المرأة في نيجيريا
أدى تخلف نيجيريا فيما يتعلق بوضع نسائها، بسبب التاريخ الطويل من الاستغلال والقمع الاستعماري، إلى تشويه التوجهات الاقتصادية والتعليمية والدينية والثقافية والاجتماعية والأيديولوجية والاجتماعية لنيجيريا. يختلف الدور الاجتماعي للمرأة في نيجيريا باختلاف العوامل الدينية والثقافية والجغرافية. إلا أن العديد من الثقافات النيجيرية تنظر إلى النساء على أنهن أمهات وأخوات وبنات وزوجات فقط. يُرجّح مثلًا أن تُعزل النساء في المنازل في شمال نيجيريا، أكثر من نساء جنوب نيجيريا، اللاتي يملن إلى المشاركة بشكل أكبر في الحياة العامة. تشمل التحديات الحديثة لنساء نيجيريا زواج الأطفال، وختان الإناث، والاغتصاب، والعنف المنزلي.

## القضايا الاجتماعية[10]

### زواج الأطفال
يعد زواج الأطفال شائعًا جدًا في نيجيريا، إذ تتزوج حوالي 43% من الفتيات قبل سن 18 عامًا، و17% قبل بلوغ سن 15 عامًا. يختلف شيوع ذلك اختلافًا كبيرًا حسب المنطقة. يبلغ معدل الخصوبة الإجمالي في نيجيريا 5.07 طفل/امرأة. يرتبط معدل الخصوبة المرتفع في نيجيريا بالمشاكل الاجتماعية والاقتصادية والتخلف.

### العنف المنزلي[18]
ينتشر العنف المنزلي في نيجيريا كما في أجزاء أخرى من إفريقيا. يشيع اعتقاد ثقافي متجذر في نيجيريا بأنه من المقبول اجتماعيًا ضرب المرأة كتدبير تأديبي. حالات العنف المنزلي في ارتفاع ولا تظهر أي علامات على تراجعها في نيجيريا، بغض النظر عن العمر أو القبيلة أو الدين أو حتى الوضع الاجتماعي. أفاد استطلاع مؤسسة كلين أن واحدة من كل ثلاث مشاركات اعترفن أنهن ضحية للعنف المنزلي. وجد الاستطلاع أيضًا زيادة في العنف الأسري على مستوى البلاد من 21% في عام 2011 إلى 30% في عام 2013. أظهر المسح الوطني للجريمة والسلامة لعام 2012 الذي أجرته مؤسسة كلين أن 31% من العينة الوطنية أقروا بكونهم ضحايا للعنف المنزلي.
يتخذ العنف المنزلي عدة أشكال منها الجسدية والجنسية والعاطفية والنفسية، وغالبًا ما يكنّ الإناث ضحايا محتملات للعنف المنزلي. تشمل الأشكال الشائعة للعنف ضد المرأة في نيجيريا الاغتصاب، والاعتداء بالأحماض، والتحرش، وضرب الزوجة، والعقاب البدني.
اتخذت الحكومة النيجيرية إجراءات قانونية لمقاضاة الرجال الذين يسيئون إلى النساء في عدة ولايات. يُمارس الضغط حاليًا في نيجيريا من أجل القوانين الفيدرالية المتعلقة بالعنف المنزلي وللاستجابة الوطنية القوية ودعم قضايا العنف المنزلي.
تشمل حوادث العنف المنزلي في نيجيريا الضرب والاعتداء والتعذيب والحمامات الحمضية والاغتصاب، والموت كنتيجة. تشير التقديرات إلى أن واحدة من كل ثلاث نساء تقريبًا تعاني من العنف المنزلي وعنف الشريك الحميم من قبل أولئك الذين يدعون الحب والرغبة في الحماية. الخطر في ازدياد لأن معظم الضحايا لا يتحدثون عن انتهاكات حقوقهم، نتيجة اللامبالاة وعدم الحساسية والاستجابة السلبية من أسرهم المباشرة والمجتمع ككل.
سجلت صحيفة ذا غارديان النيجيرية في 27 فبراير 2021، في عددها الصادر يوم السبت، أن حالات العنف المنزلي مرتفعة، لا سيما الشكل الجسدي منه. أفادوا بوجود حالة على الأقل أسبوعيًا لرجل يضرب زوجته أو يشوهها أو يقتلها، وفي حالات نادرة وجود حالة لامرأة تتعامل مع زوجها بنفس الطريقة.

### الدعارة وأسبابها[18]
تعدّ الدعارة غير قانونية في نيجيريا في جميع الولايات الشمالية التي تطبق قانون العقوبات الإسلامي. يُعاقب في جنوب نيجيريا على أنشطة القوادين أو السيدات وبغاء القاصرات وتشغيل أو امتلاك بيوت الدعارة بموجب المواد 223 و224 و225 من القانون الجنائي النيجيري. لا يشرع القانون النيجيري العمل في تجارة الجنس، ورغم ذلك، فلا يُعرف إذ ما وُجد أفراد يعملون بمفردهم في ذلك دون اللجوء إلى قوادين أو بيوت دعارة.
يحظر النظام الجنائي النيجيري الاتجار بالنساء على الصعيدين الوطني وعبر الوطني لتجارة الجنس أو العمل القسري. تعدّ نيجيريا من الدول الموقعة على بروتوكول الأمم المتحدة لعام 2000 لمنع وقمع ومعاقبة الاتجار بالأشخاص، وخاصة النساء والأطفال.

#### الأسباب:
- الفقر المدقع
  - الفقر سبب رئيسي للدعارة في نيجيريا. يمكن للنساء مثل الأرامل والمطلقات والأمهات العازبات واليتيمات غير العاملات بأجر ممارسة الدعارة كوسيلة لكسب الرزق لأنفسهن ولأطفالهن.[33][34]
- تأثير الرجال النيجيريين الأغنياء
  - لا يمكن ذكر الاتجار غير المشروع بالدعارة بدون ذكر الرجال النيجيريين الأثرياء الذين يرعون البغايا، وتشجيعهم هذه التجارة غير المشروعة التي تزدهر في البلاد.[35] يمكننا أن نذكر «لدعم هذا الادعاء، الأوقات التي يأتي فيها كبار المسؤولين الحكوميين وغيرهم من أباطرة الأعمال إلى المدن الكبرى في عمل رسمي، فعادة ما يكون لديهم وقت للاسترخاء مع الفتيات الصغيرات اللائي يجلبهن إليهن القوادين ومن أمثالهم. وفي نهاية هذا اللهو، يُسوُّون الموضوع بمبالغ ضخمة من المال اختلسوها بالتساوي في مكاتبهم المختلفة».[33]
- حكومة سيئة واقتصاد ضعيف
  - تسلّم الجيش الذي دُرب أساسًا لحماية الأرواح والممتلكات مناصب سياسية، وورث اقتصادًا قويًا للغاية، ولكنهم بسبب الجشع وعدم الكفاءة، حطّوا من قيمة اقتصاد الأمة، لذا أجبروا المرأة على ممارسة الدعارة من أجل الصمود في ظل الوضع الاقتصادي الصعب الذي تعيشه البلاد.[36] ويُضاف إلى ما سبق عدم كفاءة الحكومات تجاه الأمور التعليمية، فيما يتعلق بالمنح الدراسية، والجوائز التعليمية للطلاب الفقراء، ما يجعل ذلك سببًا رئيسيًا آخرًا يجبر الطالبات المحتاجات أو غيرهن من السيدات على ممارسة الدعارة في نيجيريا.[33]
- العولمة
  - أتاحت العولمة سرعة حركة الأشخاص عبر الحدود الوطنية والدولية، لذا شجع ذلك السياحة الجنسية والاتجار بالبغاء، لا سيما بين المراهقين الذين تتراوح أعمارهم بين 13 و17 عامًا.[33]
- المؤسسات الدينية
  - لقد فشلت هذه المؤسسات الاجتماعية في دورها في تثبيط الاندفاع المجنون إلى تجارة الدعارة غير المشروعة. حرص الآباء والأوصياء دائمًا على إرسال أطفالهم إلى مثل هذه المدارس الدينية، وهم يعرفون تأثير ذلك على حياة الطفل بفترة نمائه. ولسوء الحظ، فعكس ذلك هو حال اليوم، إذ تسعى المؤسسات الدينية إلى جمع التبرعات لشيء أو لآخر وتمجيد أكبر المتبرعين، والابتعاد عن الأخلاق وتقويم الشخصية.[33]

### عمالة الفتيات
تشير عمالة الفتيات في نيجيريا إلى ارتفاع حالات (حدوث أو معدل أو تواتر المرض أو الجريمة أو شيء آخر غير مرغوب فيه) للفتيات اللائي تتراوح أعمارهن بين 5-14 عامًا ممن يشاركن في أنشطة اقتصادية خارج نطاق التعليم والترفيه. يرجع انتشار عمالة الفتيات في نيجيريا إلى حد كبير إلى وضع الأسرة المادي، بينما تشمل العوامل الأخرى: إتمام الوالدين تعليمهما، وضغط الأقران وعوامل الطلب مثل ارتفاع الطلب على المساعدة المنزلية والعاملات في الجنس، إذ تساهم كل هذه العوامل في ارتفاع معدلات عمالة الفتيات في البلاد. يُطلب أحيانًا من الفتيات في العديد من المجتمعات الريفية والمسلمة شمال نيجيريا، مساعدة النساء أو الأمهات المعتزلات في أداء المهمات.
تعمل العديد من الفتيات كمساعدات في المتاجر، أو كبائعات متجولات في الشوارع. واستخدام الفتيات الصغيرات في الأنشطة الاقتصادية يعرضهن لمخاطر تؤدي في بعض الأحيان إلى الاعتداء الجنسي، والوحدة، والغضب، ونقص الرعاية الأبوية المناسبة، والاستغلال. كما أن القانون لا يعترف بالقوى العاملة للفتيات، وأي شكل من أشكال استحقاقات الموظفين يكاد لا يذكر.
تساهم العوامل الاجتماعية والديموغرافية والاقتصادية مثل الفقر وفقدان عمل الوالدين، وفقدان أحد الوالدين أو الوصي على الأسرة، والهجرة من الريف إلى المدينة، وحجم الأسرة الكبير، والأعراف الثقافية مثل تعدد الزوجات، في زيادة حالات عمالة الأطفال في نيجيريا. تشمل الدوافع الأخرى سوء توزيع المدارس، وسوء الوصول، وارتفاع تكلفة التعليم.
تسببت النزاعات -والإرهاب- في حدوث نزوح داخلي للأشخاص وإلحاق أضرار بالمرافق المدرسية، ودفع المزيد من الأطفال إلى عمالة الأطفال. كما ساهمت عمليات القتل الجماعي التي طالت المجتمعات على يد قطاع الطرق في شمال نيجيريا في زيادة عدد الأيتام والضحايا المحتملين لعمالة الأطفال.